# Primera Nación Frog Lake
Frog Lake  (Cree: ᐊᔨᑭᓵᑲᐦᐃᑲᐣ, ayiki-sâkahikan) es una banda india de Alberta, Canadá. Tiene tres reservas indias, una de las cuales comparte con otras cinco bandas y tiene su sede en Frog Lake. En abril de 2016, tenía una población total registrada de 3187 membres de los cuales 2031 vivían en una de las reservas. La banda es parte del consejo tribal de Tribal Chiefs Ventures Incorporated y una de las tribus firmantes del Tratado 6 por medio de los jefes de la época, Puskiakiwenin y Tustukiskwes.
Las reservas indias de la banda se encuentra a poca distancia del lugar donde ocurrieron los hechos de la masacre del lago Frog de 1885, a nivel de los lagos Wasagamu.

## Economía
Frog Lake se sostiene principalmente con la empresa Frog Lake Energy Resources Corporation (FLERC), para crear y sostener empleos y otros beneficios económicos para los miembros de la banda y no miembros de su comunidad por igual. Es una compañía petrolera propiedad de la banda con aplicaciones en los programas de extracción de petróleo en sus tierras de reserva. Otro tercio de la comunidad es empleada por el distrito escolar.

## Reservas
La banda india Frog Lake se asienta en dos reservas principales llamadas Unipouheos (#121) y Puskiakiwenin (#122), a unos 55 km al noroeste de Fuerte Pitt donde se firmó el tratado 6. Las reservas llevan los nombres de los jefes de la banda que escogieron el lugar para sus reservas. Los jefes firmantes del tratado 6 fueron Puskiakiwenin y Tustukiskwes en nombre de sus respectivas bandas pero el jefe Tustukiskwes falleció antes que tuviera la oportunidad de seleccionar la ubicación de su reserva. Dejó la jefatura a su hijo, Unipouheos y aunque eran de bandas independientes, ambos jefes eligieron tierras adyacentes a Frog Lake. El jefe Puskiakiwenin eligió tierras directamente al oeste de Frog Lake y el jefe Unipouheos eligió tierras al sur del lago. Finalmente en 1914 las dos bandas fueron amalgamadas a un, la Primera Nación Frog Lake. Las reservas se encuentran a unos 300 kilómetros (186,4 mi) al este de Edmonton, a orillas de la carretera 897 de la provincia. Conjuntamente ocupan una superficie de 18 845,4 hectáreas (46 568 acre).
Parte de la banda Frog Lake viven en una reserva compartida llamada Blue Quills, ubicada a poca distancia, aproximadamente 3 kilómetros (1,9 mi) de la comunidad de St. Paul. Es una región de menor superficie, 96 hectáreas (237,2 acre) en comparación con los 10 339 hectáreas (25 548,2 acre) de Puskiakiwenin y los 8506 hectáreas (21 018,8 acre) de Unipouheos.